# 皇耳
皇耳（？—？），姓不详，皇氏，名耳，是皇戌的儿子，郑国大夫。
前563年六月，楚国和郑国联合进攻宋国，卫献公带兵救宋。楚国命令郑国进攻卫国，郑国的皇耳便出兵入侵卫国。卫国人追逐郑国军队，孙蒯在犬耳俘虏了皇耳。